# Забайкальське міське поселення
Забайка́льське міське поселення (рос. Забайкальское городское поселение) — міське поселення у складі Забайкальського району Забайкальського краю Росії.
Адміністративний центр — селище міського типу Забайкальськ.

## Населення
Населення міського поселення становить 13394 особи (2019; 11857 у 2010, 10342 у 2002).

## Склад
До складу міського поселення входять:
| Населений пункт                    | Населення, осіб (2002) | Населення, осіб (2010) |
| ---------------------------------- | ---------------------- | ---------------------- |
| Забайкальськ, селище міського типу | 10210                  | 11769                  |
| Мацієвська, селище                 | 132                    | 88                     |